# یواس‌اس الن (اس‌پی-۱۲۰۹)
یواس‌اس الن (اس‌پی-۱۲۰۹) (به انگلیسی: USS Ellen (SP-1209)) یک کشتی بود که طول آن ۶۲ فوت ۴ اینچ (۱۹٫۰۰ متر) بود. این کشتی در سال ۱۹۱۷ ساخته شد.